# Sulmierzyce (Powiat Pajęczański)
Sulmierzyce (deutsch Sulmierzyce, 1943–1945 Sulmers) ist ein Dorf und Sitz der Landgemeinde Sulmierzyce im Powiat Pajęczański der Woiwodschaft Łódź in Polen.

## Gemeinde

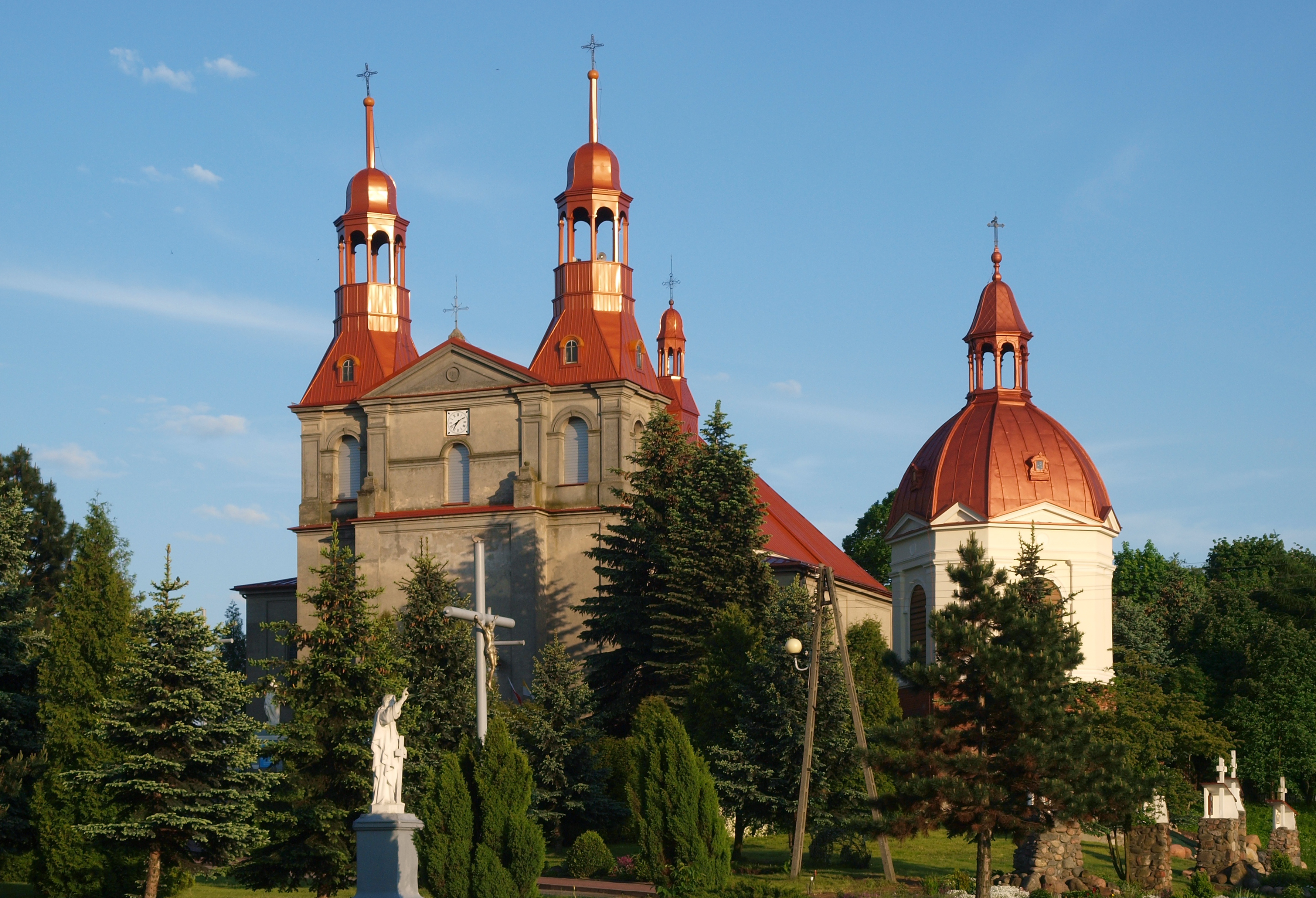
Sulmierzyce – Pfarrkirche St. Erasmus

Zur Landgemeinde Sulmierzyce gehören 14 Dörfer mit einem Schulzenamt sowie kleinere Orte.